# Podujeva
Podujeva (albanisch auch Podujevë, oder auch Besiana bzw. Besianë; serbisch Подујево Podujevo) ist eine Stadt im Nordosten des Kosovo. Sie ist Amtssitz der gleichnamigen Gemeinde.

## Geographie
Podujeva liegt im Nordosten des Kosovo, an der Grenze zu Serbien. Durch Podujeva fließt der Llapi. Nach diesem Fluss wird die Region um die Stadt Llap genannt. In der Nähe der Stadt befindet sich der in den Sechzigern errichtete Stausee von Batllava, der für die Trinkwasserversorgung errichtet wurde und der bis heute den Gemeinden Podujeva und Pristina das Trinkwasser liefert. Im Sommer ist er ein beliebter Bade- und Anglersee für Menschen aus dem ganzen Land.

## Bevölkerung
Zur Volkszählung 2011 zählte die Stadt 23.453 Einwohner, davon bezeichneten sich 22.696 (96,77 %) als Albaner, 678 (2,89 %) als Roma und Aschkali, 10 als Bosniaken, drei als Serben sowie zwei als Türken. Während der Volkszählung von 1961 betrug der Anteil der serbischen Bevölkerung noch 29,7 %.
| Zensus    | 1948 | 1953 | 1961 | 1971 | 1981   | 1991   | 2011   |
| --------- | ---- | ---- | ---- | ---- | ------ | ------ | ------ |
| Einwohner | 2435 | 3253 | 4870 | 8490 | 15.894 | 25.847 | 23.453 |

Während des Kosovokriegs im Frühjahr 1999 flohen zahlreiche heimatlose Kosovo-Albaner nach Podujeva, allein im Stadtteil Sfeçla sollen seinerzeit 15.000 Flüchtlinge gelebt haben; für die gesamte Stadt wird von 100.000 Flüchtlingen ausgegangen. Nach Kriegsende kehrten die meisten von ihnen in ihre Heimatorte zurück.

## Politik
Die gewählte Gemeindeverwaltung wird von der LDK geführt. Nach dem Ende des Krieges 1999 lebten die Volksgruppen zunächst friedlich miteinander.
Am 16. Februar 2001 wurde ein Terroranschlag auf mehrere aus Gračanica kommende und in Richtung Niš fahrende serbische Reisebusse verübt. Durch den Bombenanschlag wurden elf serbische Zivilisten getötet und mehrere Dutzend schwer verletzt.
Seit den Märzunruhen 2004 wohnen kaum noch Serben in Podujeva.
Podujeva unterhält seit 2019 eine Städtepartnerschaft zur deutschen Stadt Velbert und seit 2021 eine mit Linz, Österreich, und Kestel, Türkei.

## Wirtschaft und Infrastruktur

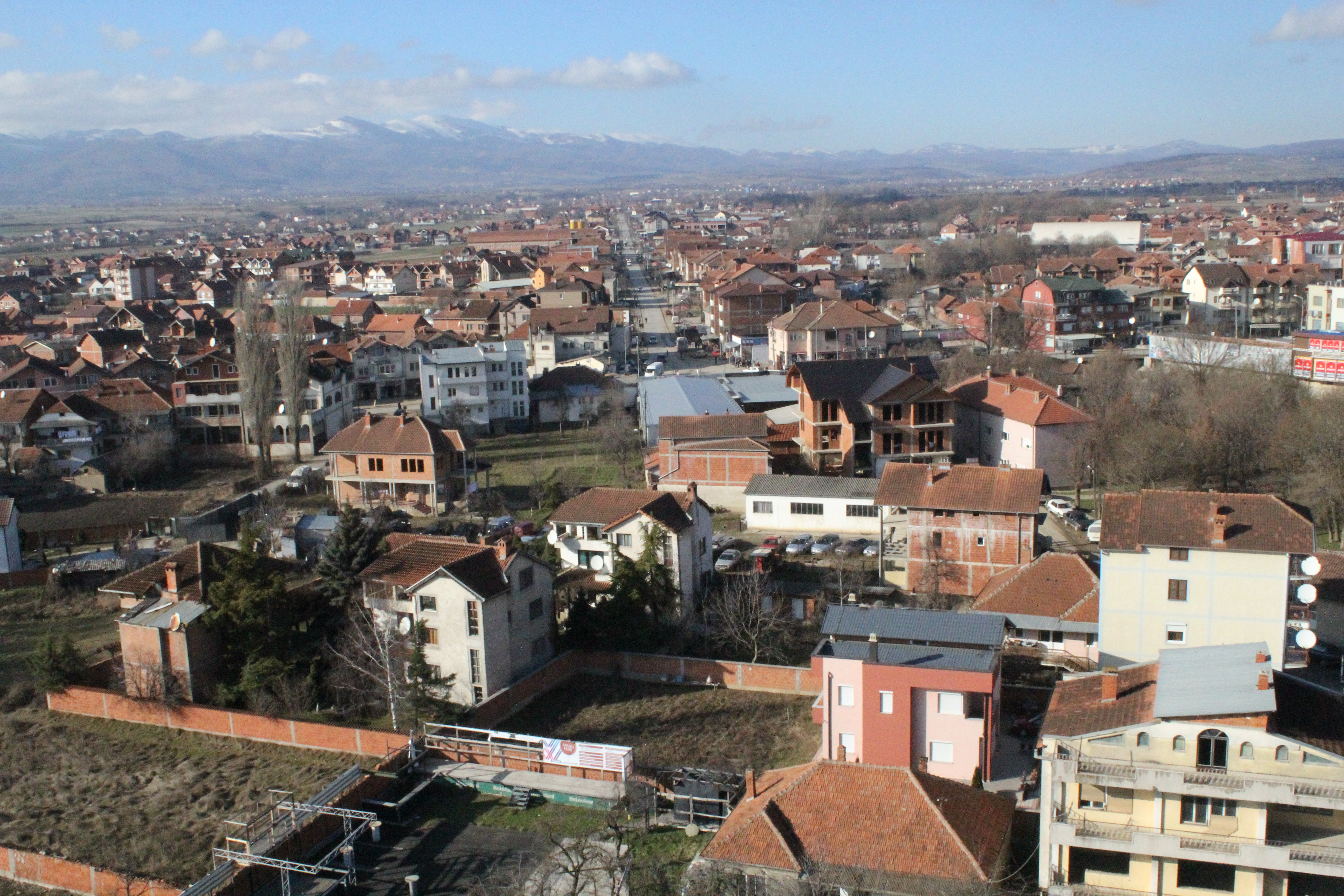
Blick über die Stadt

In der Stadt herrscht hohe Arbeitslosigkeit. Im Sommer 2005 wurde eine Eisenfabrik privatisiert. Weiterhin gibt es eine große Polystyrolfabrik und eine Rohrfabrik, die auf Privatisierung warten. Ansonsten hat der Krieg sehr große Schäden verursacht. Der Wiederaufbau hat große Fortschritte erzielt. Die meisten Investitionen kommen jedoch von Privatpersonen, die nach dem Kosovokrieg etwa 2200 Unternehmen allein in der Gemeinde von Podujeva gegründet haben.
Der Flugplatz Batlava liegt acht Kilometer südlich von Podujeva, ist jedoch derzeit außer Betrieb (siehe auch Luftfahrt im Kosovo).

## Sport
Podujeva hat zwei in der 1. Liga (Raiffeisen Superliga) des Kosovo spielende Fußball-Teams:
- KF Besiana
- KF Llapi

KF Hysi gewann 2011 die kosovarische Meisterschaft.
Außerdem gibt es je ein Basketballteam, Handballteam, Tischtennisteam, Volleyballteam, einen Schwimmverein und ein Karate-Team. Das Karate-Team hat internationale Erfolge.

## Söhne und Töchter der Stadt
- Adem Demaçi (1936–2018), Schriftsteller und Unabhängigkeitsaktivist
- Nazmi Mustafi (* 1941), Wirtschaftswissenschaftler, ehemaliger Regierungschef der Autonomen Provinz Kosovo
- Sabri Fejzullahu (* 1943), Sänger
- Fatmir Sejdiu (* 1951), Politiker und ehemaliger Präsident des Kosovo
- Skënder Hyseni (* 1955), Politiker
- Fadil Vokrri (1960–2018), Fußballspieler
- Zahir Pajaziti (1962–1997), Mitbegründer der UÇK
- Sabri Kiçmari (* 1967), Diplomat
- Aferdita Podvorica (* 1978), Fußballspielerin
- Vlora Çitaku (* 1980), Politikerin und Diplomatin
- Ryva Kajtazi (* 1980), Sängerin
- Mustafë Abdullahu (* 2004), Fußballspieler